# وویدون فلید
وویدون فلید (به انگلیسی: Weedon Field)  یک فرودگاه همگانی باربری با کد یاتا EUF است که یک باند فرود آسفالت دارد و طول باند آن ۱۵۲۴ متر است. این فرودگاه در  کشور ایالات متحده آمریکا قرار دارد و در ارتفاع ۸۷ متری از سطح دریا واقع شده است.